# Hales Grove
Pour les articles homonymes, voir Hales.
Hales Grove est une communauté non incorporée américaine située dans le comté de Mendocino, en Californie.